# Kika
Pour les articles homonymes, voir Kika (homonymie).
Pour plus de détails, voir Fiche technique et Distribution.
Kika est un film espagnol réalisé par Pedro Almodóvar et sorti en 1993. 

## Synopsis
Kika est une maquilleuse pour la télévision croquant la vie à pleines dents. Elle vit avec Ramón, un homme hanté par la mort de sa mère. 
Andrea, l'ancien amour de Ramón, est une présentatrice de télévision sans scrupules qui exploite le malheur des gens. Un matin, Kika est violée par le frère de Juana, la femme de ménage. Andrea parvient à récupérer les images du viol.

## Fiche technique
- Titre original : Kika
- Réalisation : Pedro Almodóvar
- Scénario : Pedro Almodóvar
- Production : Agustín Almodóvar
- Pays d’origine :  Espagne
- Langue originale : espagnol
- Durée : 114 minutes
- Date de sortie :
  - Espagne : 1993
  - France : 19 janvier 1994

## Distribution
- Verónica Forqué (VF : Odile Schmitt) : Kika
- Victoria Abril (VF : elle-même) : Andrea Caracortada
- Peter Coyote (VF : Richard Darbois) : Nicholas
- Àlex Casanovas (VF : Serge Faliu) : Ramón
- Rossy de Palma (VF : Marie-Laure Beneston) : Juana
- Santiago Lajusticia : Pablo
- Anabel Alonso (es) (VF : Véronique Augereau) : Amparo
- Bibiana Fernández (VF : Maïk Darah) : Susana

## Autour du film
La scène d'ouverture du film est une référence au film Blow-Up de Michelangelo Antonioni.